# شهرام شکوهی
شهرام شکوهی (زادهٔ ٨ مرداد ۱۳۵۲ در جهرم) خواننده، ترانه‌سرا، آهنگساز و نوازندهٔ گیتار اهل ایران است. او سه آلبوم مدارا، کولی عشق و تا نفس هست … را منتشر کرده‌است.

## فعالیت‌های هنری
شهرام شکوهی موسیقی را از سال ۱۳۷۱ با کلاس آواز ایرانی شروع کرده و به مدت ۳ سال آواز کار کرد. او هم به گیتار و هم به آواز سنتی علاقه داشت. در دوران دانشجویی خود در حدود سال ۱۳۸۰ عضو گروهی بود که کنسرت‌های دانشجویی را برگزار می‌کرد؛ ولی بنا به دلایلی از موسیقی کناره گرفت و معتقد بود نباید به موسیقی به چشم یک شغل نگاه کرد.
ورود وی به موسیقی حرفه‌ای در سال ۱۳۸۵ و با آهنگ «مدارا» اتفاق افتاد. این ورود کاملاً ناخواسته بود و حتی خانواده هم مخالف حضور وی در عرصهٔ موسیقی حرفه‌ای بودند. در این سال قرار بود مراسم «خانهٔ فرهاد» برگزار شود. وی نیز به پیشنهاد یکی از دوستان خود شرکت کرد و برای آن مراسم قطعهٔ «مدارا» را در یک استودیوی خانگی کوچک و با کمترین امکانات ضبط نمود؛ اما آن برنامه لغو شد.
وی در سال ۱۳۹۰ آلبوم مدارا را به بازار موسیقی عرضه کرد که تحسین منتقدان را به دنبال داشت و به پرفروش‌ترین آلبوم سال تبدیل شد. دو سال بعد، وی آلبوم دوم خود به نام کولی عشق را منتشر کرد که با استقبال خوب هواداران روبرو شد. در سال ۱۳۹۴ آلبوم سوم شهرام شکوهی به نام تا نفس هست … به بازار عرضه شد که در آن، ما شاهد سبک جدیدی در موسیقی ایرانی هستیم.

## حضور در برنامه Next Persian Star
او که به مباحث مطرح‌شده در مسابقهٔ خوانندگی Next Persian Star شبکهٔ تی‌وی پرشیا انتقاد داشت از طریق ایمیل به مسؤولین برنامه اعتراض کرد و در پاسخ به او گفتند اگر اعتراضی دارید می‌توانید در برنامه حضور داشته و با داوران ستار، رامین زمانی و مریم حیدرزاده صحبت کنید. به این ترتیب او در نوروز سال ۱۳۸۸ وارد مسابقه شده و همان قطعهٔ «مدارا» را اجرا کرد و در جواب داوران نقد و دلیل آورد. آن برنامه به‌شدت مورد توجه بینندگان‌اش قرار گرفت ولی وی از طرف داوران برنامه اجازهٔ حضور در فینال را به دست نیاورد.
حضور در مسابقهٔ Next Persian Star باعث شد نام شهرام شکوهی در بین مخاطبان موسیقی فارسی‌زبان شناخته شود؛ خواننده‌ای که با همان حضور، باعث شد قطعهٔ «مدارا» مورد توجه قرار گرفته و تهیه‌کنندگان مختلف داخل و خارج از ایران به منظور عقد قرارداد به سراغ وی بروند؛ اما او با مشورت با کسانی که تجربهٔ بیشتری در این وادی داشتند، بهترین مسیر را برای فعالیت، کار در داخل ایران دانست.
اولین آلبوم وی با نام «مدارا» همهٔ مجوزهای لازم را کسب کرده و در در ۱۶ آبان ۱۳۹۰ منتشر شد. این آلبوم ۱۰ قطعه داشت که شامل ۵ قطعه با سبک خاص وی و ۵ کار پاپ بود. میلاد ترابی و امیرحسین کاشانیان در این آلبوم با وی همکاری داشته‌اند. این آلبوم تحت امتیاز شرکت «هنر اول» بود و ناشر با توجه به شناخت نسبی مخاطبان موسیقی از شهرام شکوهی پیش‌بینی می‌کرد با استقبال مخاطبان موسیقی مواجه شود و به همین خاطر آلبوم را در تیراژ بالا وارد بازار موسیقی کشور کرد. با اینکه آلبوم «مدارا» در بدو ورود خود با حاشیه‌هایی همراه شد ولی حاشیه‌ها نتوانست جلوی فروش خوب این آلبوم را بگیرد و مسیری را که خود انتخاب کرده بود، بی‌سر و صدا طی کرد تا جایی که توانست به یکی از آلبوم‌های پرمخاطب تبدیل شود.

## سبک

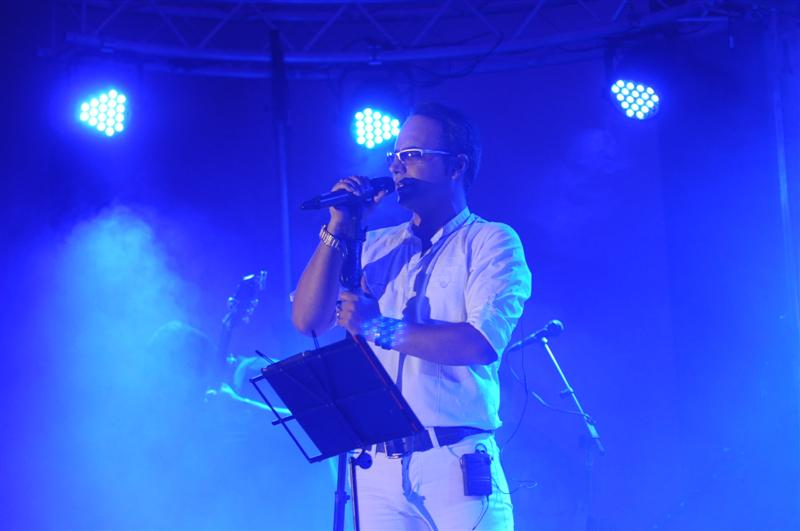
شهرام شکوهی در حال اجرا

سبک خوانندگی شهرام شکوهی با صدای موسیقی سنتی ایرانی است. وی که معتقد است به اندازهٔ کافی این صداها شنیده شده، بنابراین سعی کرد نوع استفاده از آن را تغییر داده و با موسیقی بر پایهٔ گیتار فلامنکو تلفیق کند.
چیزی که باعث شد وی چنین ایده بگیرد نکته‌ای بود که حاتم عسکری، استاد وی، به او گفت. به اعتقاد عسکری غیر از موسیقی ایرانی تنها موسیقی‌ای در دنیا که حالتی از تحریر دارد موسیقی اسپنیش است که آن‌ها با لالا تحریر ایجاد می‌کنند؛ و از آن‌جا که شهرام شکوهی به گیتار علاقه داشت سعی کرد تلفیقی از آواز ایرانی و موسیقی فلامنکو ایجاد کند.

## آلبوم‌ها

### آلبوم‌های استودیویی (رسمی)
| R | جزئیات آلبوم                              |
| - | ----------------------------------------- |
| ۱ | مدارا - منتشرشده در: ۱۶ آبان ۱۳۹۰         |
| ۲ | کولی عشق - منتشرشده در: ۱ بهمن ۱۳۹۲       |
| ۳ | تا نفس هست … - منتشرشده در: ۱۸ مرداد ۱۳۹۴ |

### آلبوم های گروهی
| R | جزئیات آلبوم                         |
| - | ------------------------------------ |
| ۱ | من و ما - منتشرشده در: ۹ شهریور ۱۳۹۳ |

## تک آهنگ‌ها
| R  | نام آهنگ               | ترانه                      | آهنگ                            | تنظیم                                      | انتشار           | توضیحات                                                                                               | منبع          |
| -- | ---------------------- | -------------------------- | ------------------------------- | ------------------------------------------ | ---------------- | --- | ------------- |
| ۱  | جادوی چشات             | شهرام شکوهی                | فولکلور اسپانیایی               | امیرحسین کاشانیان                          | ۱۱ فروردین ۱۳۹۰  | از آلبوم مدارا                                                                                        |               |
| ۲  | اسیری                  | شهرام شکوهی                | شهرام شکوهی                     | امیرحسین کاشانیان                          | ۱۰ مرداد ۱۳۹۰    | از آلبوم مدارا                                                                                        |               |
| ۳  | سفره بی‌ریا             |                            | شهرام شکوهی                     | امیرحسین کاشانیان                          | ۱ بهمن ۱۳۹۰      | موسیقی تیتراژ پایانی مجموعه نمایش خانگی شام ایرانی                                                    | [ ۱۴ ] [ ۱۵ ] |
| ۴  | خیال کن                | مهلا سلیمانی               | شهرام شکوهی                     | گرشا رضائی                                 | ۸ فروردین ۱۳۹۱   | ورژن پیانو                                                                                            |               |
| ۵  | آی دنیا                | عبدالجبار کاکایی           | رضا خسروی                       | رضا خسروی                                  | ۲۵ تیر ۱۳۹۱      | موسیقی پخش نشده تیتراژ مجموعه تلویزیونی مهمانان ویژه                                                  | [ ۱۶ ] [ ۱۷ ] |
| ۶  | به رنگ شکیبایی         | سیدمحمد کاظمی              | شهرام شکوهی                     | پیام هوشمند                                | ۲۸ تیر ۱۳۹۱      | به مناسبت چهارمین سالگرد فوت خسرو شکیبایی                                                             | [ ۱۸ ] [ ۱۹ ] |
| ۷  | وای از هوس             | شهرام شکوهی                | شهرام شکوهی                     | امیرحسین کاشانیان و گرشا رضایی             | ۲۸ شهریور ۱۳۹۱   | این قطعه ابتدا با همخوانی فردی ناشناس پخش شد که برای جلوگیری از مشکلات بعدی نسخه تک صدایی آن منتشر شد | [ ۲۰ ] [ ۲۱ ] |
| ۸  | محبوب                  | شهرام شکوهی                | شهرام شکوهی و گرشا رضایی        | امیرحسین کاشانیان                          | ۱۷ آبان ۱۳۹۱     | با لهجه شیرازی خوانده شده است                                                                         |               |
| ۹  | برو                    | امیرحسین الله‌یاری          | امیرحسین کاشانیان               | امیرحسین کاشانیان                          | ۱۹ دی ۱۳۹۱       | موسیقی تیتراژ پایانی مجموعه تلویزیونی به خاطر مونا                                                    |               |
| ۱۰ | شب و بارون             | مهدیه عرب                  | شهرام شکوهی                     | گرشا رضائی                                 | ۱۲ اسفند ۱۳۹۱    | از آلبوم کولی عشق                                                                                     |               |
| ۱۱ | محرم اسرار             | سیدمحمد کاظمی              | بهنام صفوی                      | غلامرضا صادقی و بهنام صفوی                 | ۲۱ مرداد ۱۳۹۲    | با همخوانی بهنام صفوی                                                                                 |               |
| ۱۲ | فریب                   | پریا صوفی‌پور و شهرام شکوهی | فولکلور اسپانیایی               | امیرحسین کاشانیان                          | ۲۳ مهر ۱۳۹۲      | |               |
| ۱۳ | عاشقان                 | شهرام شکوهی                | شهرام شکوهی                     | امیرحسین کاشانیان                          | ۱۵ آبان ۱۳۹۲     | از آلبوم کولی عشق و موسیقی تیتراژ پایانی مجموعه تلویزیونی زمانی برای عاشقی                            |               |
| ۱۴ | از ماست که بر ماست     | شهرام شکوهی                | شهرام شکوهی                     | امیرحسین کاشانیان                          | ۲۵ دی ۱۳۹۲       | از آلبوم کولی عشق                                                                                     |               |
| ۱۵ | فرشته باد              |                            | شهرام شکوهی                     | امیرحسین کاشانیان                          |                  | موسیقی تیتراژ ابتدایی برنامه تلویزیونی سرزمین مادری                                                   |               |
| ۱۶ | من و تو و سال نو       | فرزاد حسنی                 | میلاد ترابی                     | میلاد ترابی                                | ۱ فروردین ۱۳۹۳   | به مناسبت نوروز ۱۳۹۳                                                                                  |               |
| ۱۷ | دردا                   | شهرام شکوهی                | شهرام شکوهی                     | امیرحسین کاشانیان                          | ۳۱ اردیبهشت ۱۳۹۳ | این قطعه به روح نیما وارسته تقدیم شده است                                                             |               |
| ۱۸ | باران عشق              | شهرام شکوهی                | امیرحسین کاشانیان               | میلاد ترابی                                | ۱۳ مرداد ۱۳۹۳    | این قطعه برای بچه‌های فلسطین خوانده شده است                                                            |               |
| ۱۹ | مقدس                   | علی بحرینی                 | میلاد ترابی                     | میلاد ترابی                                | ۹ شهریور ۱۳۹۳    | از آلبوم گروهی من و ما                                                                                |               |
| ۲۰ | باران عشق (اتود)       | شهرام شکوهی                | امیرحسین کاشانیان               | امیرحسین کاشانیان                          | ۶ آذر ۱۳۹۳       | |               |
| ۲۱ | داغ اون روز            | سیدمحمد کاظمی              | امیرعلی زمانیان                 | مهران عباسی                                | ۲۳ دی ۱۳۹۳       | |               |
| ۲۲ | یادت رفته              | مهلا سلیمانی               | عادل فلاح                       | امیرحسین کاشانیان                          | ۹ مرداد ۱۳۹۴     | از آلبوم تا نفس هست …                                                                                 |               |
| ۲۳ | لیلا کجایی             | شهرام شکوهی                | شهرام شکوهی                     | امیرحسین کاشانیان                          | ۳ بهمن ۱۳۹۴      | |               |
| ۲۴ | دیوونگی                | مهلا سلیمانی               | عادل فلاح                       | عادل فلاح                                  | ۲۶ اسفند ۱۳۹۴    | |               |
| ۲۵ | بارون                  | پیمان طالبی                | ماهان بهرام خان                 | ماهان بهرام خان                            | ۵ خرداد ۱۳۹۵     | با همخوانی ماهان بهرام خان                                                                            |               |
| ۲۶ | خیانت                  | شهرام شکوهی                | شهرام شکوهی                     | احسان یزدانی                               | ۲۳ تیر ۱۳۹۵      | |               |
| ۲۷ | نفس نفس                | علی بحرینی                 | مصطفی تاران                     | عماد لاریجانی                              | ۲۰ بهمن ۱۳۹۵     | |               |
| ۲۸ | مجنون تنها             | شهرام شکوهی                | شهرام شکوهی                     | داریوش صالح‌پور و امیرحسین کاشانیان         | ۴ شهریور ۱۳۹۶    | |               |
| ۲۹ | فریاد                  | شهرام شکوهی                | شهرام شکوهی و امیرحسین کاشانیان | امیرحسین کاشانیان                          | ۱۱ شهریور ۱۳۹۶   | این قطعه به نخبگان پر پر شده هرمزگانی تقدیم شده است                                                   |               |
| ۳۰ | دلبر طناز              | مهرزاد امیرخانی            | شهرام شکوهی                     | کوشان حداد                                 | ۲۱ اسفند ۱۳۹۶    | |               |
| ۳۱ | سختش نکن               | احسان آذر                  | مهدیار معصومی                   | آرش آزاد                                   | ۳۱ اردیبهشت ۱۳۹۷ | |               |
| ۳۲ | آخرین نگاه             | یاحا کاشانی                | مصطفی تاران                     | عماد لاریجانی                              | ۱۴ تیر ۱۳۹۷      | |               |
| ۳۳ | یار نامرد              | شهرام شکوهی                | شهرام شکوهی                     | سامی شاهی                                  | ۱۱ شهریور ۱۳۹۷   | |               |
| ۳۴ | به من برگرد            | روح‌الله همتی               | عادل فلاح                       | عادل فلاح                                  | ۲۵ اردیبهشت ۱۳۹۸ | این قطعه به روح بهنام صفوی تقدیم شده است                                                              |               |
| ۳۵ | عشق ممنوع (ای‌ وای)     | شهرام شکوهی                | مهدیار معصومی                   | آرش آزاد                                   | ۲۴ خرداد ۱۳۹۸    | |               |
| ۳۶ | بگو جانم               | حمیدرضا حمزه‌ای             | پرهام ابراهیمی                  | عادل فلاح                                  | ۱۶ فروردین ۱۳۹۹  | |               |
| ۳۷ | نازنین                 | محمد طاهر                  | محمد طاهر                       | عباس بنازاده                               | ۲۰ خرداد ۱۳۹۹    | |               |
| ۳۸ | منو بشناس              | احمد امیرخلیلی             | فرزاد فرزین                     | بهروز صفاریان                              | ۴ فروردین ۱۴۰۰   | با جمعی از خوانندگان                                                                                  |               |
| ۳۹ | یلدا                   | شهرام شکوهی                | مهدیار معصومی                   | امیرحسین کاشانیان                          | ۲۵ آذر ۱۴۰۰      | موسیقی موزیک ویدیو مجموعه نمایش خانگی سودا                                                            |               |
| ۴۰ | نازنین لیلی            | میترا مهری‌پور              | نعیم روشان                      | میلاد ترابی، محسن افراسیابی و علی اسماعیلی | ۱ بهمن ۱۴۰۰      | |               |
| ۴۱ | بیمار                  | معصومه رضایی‌زاده           | مهدی انصاری‌پور                  | امیرحسین کاشانیان                          | ۸ فروردین ۱۴۰۲   | |               |
| ۴۲ | محرم اسرار (ورژن جدید) | سیدمحمد کاظمی              | بهنام صفوی                      | امیرحسین کاشانیان                          | ۲۳ اردیبهشت ۱۴۰۲ | به مناسبت چهارمین سالگرد فوت بهنام صفوی                                                               |               |
| ۴۳ | عصبی نشو               | آرمین                      | مهدیار معصومی                   | رزا جهان                                   | ۲۶ خرداد ۱۴۰۲    | |               |
| ۴۴ | هوس                    | شهرام شکوهی                | شهرام شکوهی                     | امیرحسین کاشانیان                          | ۶ آبان ۱۴۰۲      | اجرای زنده در کنسرت هتل اسپیناس پالاس                                                                 |               |
| ۴۵ | باغبون                 | سیدمحمد کاظمی              | سیدمحمد کاظمی                   | سیاوش صدری                                 | ۲۴ بهمن ۱۴۰۳     | |               |
| ۴۶ | زیبای بی احساس         | آتوسا کلانتری              | عماد طغرایی و رادوان            | بهراد شهریاری                              | ۹ فروردین ۱۴۰۴   | |               |

## حواشی
و خودش بدنی خونین داشت و ادعا می‌کرد جانش در خطر است و همسرش را با الفاظ رکیک مورد خطاب قرار می‌داد . این ویدئو با اینکه مدتی پس از انتشار حذف شد، اما در رسانه‌ها جنجالی شد.